# Torrfiskänger
Torrfiskänger (Dermestes ater) är en skalbaggsart som beskrevs av De Geer 1774. Torrfiskänger ingår i släktet Dermestes och familjen ängrar. Enligt den finländska rödlistan är arten nationellt utdöd i Finland. Arten är tillfälligt reproducerande i Sverige. Artens livsmiljö är byggnader. Inga underarter finns listade i Catalogue of Life.